# El Colmillo Público
El Colmillo Público fue un semanario de crítica política antiporfirista de ideología magonista que se publicó de marzo de 1904 a julio de 1906 en México.

## Historia de la publicación
Fue fundado por el caricaturista Jesús Martínez Carrión (1860-1906, nieto de "El Pípila") y por el editor Federico Pérez Fernández, ambos excolaboradores de El Hijo del Ahuizote. Algunos autores lo consideran la continuación de éste. El periódico comenzó su publicación semanal en marzo de 1904. Su eslogan era: "Semanario de poder, que espantará a los espantos, escrito por unos cuantos que no tienen que comer. Los que quieran padecer punzadas y escalosfríos compren sin andar en líos este periódico luego que busca a sangre y a fuego amores y desafíos".
Al igual que muchos otros periódicos, criticó fuertemente el régimen de Porfirio Díaz, especialmente su reelección presidencial. Su redacción simpatizaba con la ideología de los hermanos Flores Magón y con el Partido Liberal Mexicano. De hecho, el propio Ricardo Flores Magón llegó a escribir artículos para la publicación bajo el seudónimo de "Anakreon". La imprenta Gestetner que se utilizó para editar el periódico fue trasladada constantemente de un sitio a otro, lo cual ayudó a la sobrevivencia de la publicación por dos años. 
En 1905, El Colmillo Público solicitó fondos a sus lectores para pagar las fianzas de Ricardo Flores Magón, Juan Sarabia y Antonio I. Villarreal, quienes habían sido encarcelados por oponerse al régimen de Díaz.
En 1906, se criticaron las represiones que realizó el gobierno en contra de quienes se manifestaban por las condiciones laborales de los trabajadores de la Cananea Consolidated Copper Company. La edición del 17 de junio de 1906 presentó una primera caricatura del gobernador de Sonora, Rafael Izábal, y del Tío Sam pisoteando a los mineros de Cananea; una segunda caricatura con un grupo de cañones comandados por militares mexicanos y estadounidenses disparando en contra de los huelguistas, y una tercera caricatura que ridiculizaba a los periódicos oficialistas El Imparcial y El Mundo, que habían justificado las acciones del gobernador a pesar de que éste había empleado mercenarios estadounidenses para reprimir a los huelguistas.
A raíz de estas críticas expresadas en El Colmillo Público, el gobierno giró órdenes de aprehensión en contra de Martínez Carrión y de Pérez Fernández bajo el delito de rebelión. El 1 de julio de 1906, en el número 147 del periódico, se dio aviso a los lectores de esta situación y de la decisión de sus editores para suspender temporalmente la publicación, la cual no sólo sería temporal sino definitiva. Ese mismo año, Martínez Carrión murió de tifoidea, en la cárcel de Belén. Antes de eso, había sido cegado, como una forma de tortura. Pérez Fernández fue trasladado de la cárcel de Belén a la fortaleza de San Juan de Ulúa. Logró escapar poco antes de iniciarse la Revolución mexicana, gracias al exceso de confianza de sus carceleros.